# Qarājalū
Qarājalū (persiska: قَرِه‌جَلو, قراجلو, Qareh Jalū) är en ort i Iran.   Den ligger i provinsen Västazarbaijan, i den nordvästra delen av landet, 600 km väster om huvudstaden Teheran. Qarājalū ligger 1 288 meter över havet och antalet invånare är 108.
Terrängen runt Qarājalū är platt.Runt Qarājalū är det ganska tätbefolkat, med 185 invånare per kvadratkilometer. Närmaste större samhälle är Nūshīn Shar, 8,4 km väster om Qarājalū. Trakten runt Qarājalū består till största delen av jordbruksmark.